# 山本山龍太
山本山龍太（Yamamotoyama Ryūta，1984年5月8日—），原名山本龍一（Yamamoto Ryūichi），在西方世界被暱稱為Yama，是日本埼玉縣埼玉市出身的前大相撲力士。他於2007年1月進入職業生涯首次亮相，並於2009年1月進入幕內級。他的最高排名是西前頭9枚目。所屬相撲部屋是尾上部屋。

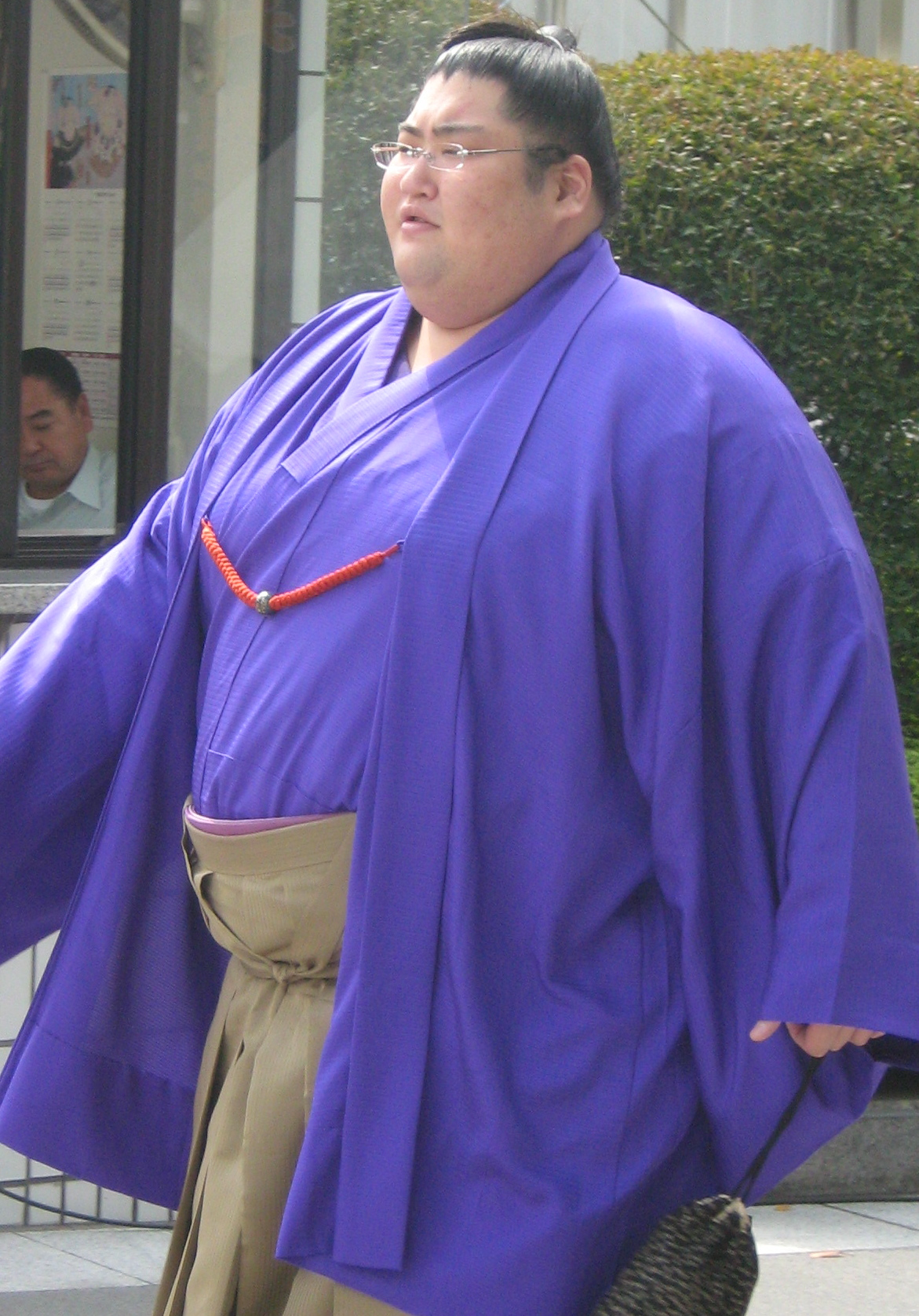

山本山是歷史上最重的日本本土出生的相撲力士，高190cm，265kg（584磅），血液O型，和被認為是有史以來最重的日本人。2011年4月，他和其他幾名力士被發現與大相撲造假問題有關被日本相撲協會勸退。他現在住在洛杉磯，參加相撲展覽和業餘比賽，經常和另一位蒙古國力士大翔地健太一起參加。
他也是日本歷史上最重的力士，只有兩個力士比他更重：夏威夷出生的薩摩亞人小錦八十吉 (6代)（668磅），俄羅斯三段目布里亞特人力士大露羅敏273公斤（602磅）。據報導，山本山曾在一頓飯中吃了146塊壽司。
山本山曾經參與紅髮艾德歌曲《Shape of You》的音樂錄像以及電影《捍衛任務2：殺神回歸》的演出。